# Falange Radical Agrario Socialista
Falange Radical Agrario Socialista (FRAS) fue una coalición política chilena existente entre 1948 y 1950.

## Historia
La coalición fue formada en 1948 por la Falange Nacional, el Partido Radical Democrático, el Partido Agrario Laborista y el Partido Socialista Popular. Creada como oposición al gobierno de Gabriel González Videla y los partidos que lo apoyaban en la Concentración Nacional para las elecciones de 1949.
Después de las elecciones parlamentarias de 1949, el FRAS desarrolló una intensa labor opositora al gobierno de González Videla. Los agrariolaboristas, por boca del senador Jaime Larraín, criticaron con dureza la política económica del gobierno, la que llamaba "frivolidad" gubernativa y carencia de orientaciones. El senador Falangista Eduardo Frei, decía en el Senado "El Gobierno está ante un claro dilema: o sigue el camino insensato de la violencia, mereciendo unánime condenación, o enmienda rumbos y termina con sus errores". Y por su parte, el Partido Socialista Popular se sumaba también a las críticas.
Sus principios doctrinarios, según puede desprenderse de sus declaraciones públicas y de la voz de sus parlamentarios en el Congreso, tienen sólo un carácter vago y general, como todo programa de combinaciones heterogéneas y, en suma, se reducen a la crítica de la situación del momento y a propugnar nuevos rumbos de gobiernos, con apoyo en colectividades de carácter popular, a las cuales debería sumarse el Partido Radical, abandonando la "Concentración Nacional". El secretario general del Partido Socialista Popular, refiriéndose a la combinación decía: "Se trata de un pacto electoral, que firmamos porque esos partidos participan de nuestras ideas, en orden a una renovación de las prácticas de la política nacional ".
El FRAS desapareció por disgregación. Se apartó de él, primero, el Partido Radical Democrático que en mayo de 1949 dejó de existir, reintegrándose al Partido Radical del cual provenía. Posteriormente, en febrero de 1950 la Falange Nacional entró a formar parte del gabinete con radicales, conservadores tradicionalistas, democráticos y conservadores social cristianos, en el gabinete de González Videla, que se llamó de "sensibilidad social".